# ابن فرناس (فوهة قمرية)
ابن فرناس (بالإنجليزية: Ibn Firnas)‏ هي فوهة صدمية قمرية ناتجة عن اصطدام جسم بسطح القمر، سميت تكريماً للعالم المسلم الأندلسي عباس بن فرناس. تقع هذه الفوهة في الجهة البعيدة من القمر، بالقرب من بعض الفوهات الأكبر حجماً مثل فوهة كينغ القمرية، ويبلغ عرضها حوالي 89 كيلومتر، كما أن هذه الفوهة عتيقة، وتعرضت للعديد من عوامل التعرية.